# Rivière Kiackw
La rivière Kiackw est cours d’eau douce se déversant dans la partie est du réservoir Gouin, coulant dans le territoire de la ville de La Tuque, dans la région administrative de la Mauricie, dans la province au Québec, au Canada.
Cette rivière est située entièrement dans le canton de Brochu.
La foresterie constitue la principale activité économique de cette vallée ; les activités récréotouristiques, en second. Diverses routes forestières secondaires accommodent les activités récréotouristiques et la foresterie de la rive est du réservoir Gouin. Ces routes forestières se connectent à l'est à la route 451 qui dessert la rive est
du réservoir Gouin et relie au sud-est le barrage Gouin.
La surface de la rivière Kiackw est habituellement gelée de la mi-novembre à la fin avril, toutefois la circulation sécuritaire sur la glace se fait généralement du début décembre à la fin de mars. La gestion des eaux au barrage Gouin peut entrainer des variations significatives du niveau de l’eau à son embouchure particulièrement en fin de l’hiver où l’eau est abaissée en prévision de la fonte printanière.

## Géographie
Les principaux bassins versants voisins de la rivière Kiackw sont :
- côté nord : lac Leclerc, lac Magnan, baie Verreau, ruisseau Barras ;
- côté est : Petit lac Brochu, lac Déziel, rivière Wapous, lac de la Grosse Pluie, lac du Déserteur ;
- côté sud : lac Brochu, Petit lac Brochu, baie Bouzanquet ;
- côté ouest : lac Magnan, lac McSweeney, lac Marmette.

La rivière Kiackw prend naissance à l’embouchure d’un lac non identifié (longueur : 0,5 km ; altitude : 408 m) situé juste au sud de la limite des cantons de Magnan et de Brochu, dans La Tuque. À partir de l’embouchure du lac de tête, le cours de la rivière Kiackw descend vers l'est entièrement en zone forestière et de marais, sur  3,8 km, selon les segments suivants :
- 2,8 km vers le sud, puis vers le sud-ouest, en traversant sur 1,9 km le lac Kiackw (longueur : 2,1 km ; altitude : 405 m) jusqu’à son embouchure ;
- 1,0 km vers le sud-ouest, jusqu’à son embouchure[1].

La confluence actuelle de la rivière Kiackw avec la baie Verreau est située à :
- 2,1 km au nord de la confluence entre le lac Magnan et le lac Brochu ;
- 27,2 km à l'est du centre du village de Obedjiwan ;
- 44,8 km au nord-ouest du barrage Gouin ;
- 97,1 km au nord-ouest du centre du village de Wemotaci ;
- 186 km au nord-ouest du centre-ville de La Tuque ;
- 293 km au nord-ouest de l’embouchure de la rivière Saint-Maurice (confluence avec le fleuve Saint-Laurent à Trois-Rivières).

La rivière Kiackw se déverse dans le canton de Brochu sur la rive nord-est du lac Magnan dans l’Anse aux Hélices. À partir de cette confluence, le courant coule sur 47,5 km selon les segments :
- 2,1 km vers le sud en traversant l’Anse aux Hélice ;
- 45,4 km vers le sud-est, jusqu’au barrage Gouin, en traversant le lac Brochu et la baie Kikendatch.

À partir du pied du barrage Gouin, le courant emprunte la rivière Saint-Maurice jusqu’à Trois-Rivières, où il se déverse dans le fleuve Saint-Laurent.

## Toponymie
Le terme Kiackw est d’origine autochtone.[réf. nécessaire] Ce terme correspond aussi à celui du lac que cette rivière traverse.
Le toponyme rivière Kiackw a été officialisé le 31 mai 1984 à la Commission de toponymie du Québec.